# سوسومو تونگاوا
سوسومو تونگاوا (ژاپنی: 利根川 進؛ زادهٔ ۶ سپتامبر ۱۹۳۹) دانشمند اهل ژاپن است که در زمینهٔ ژنتیک و ایمنی‌شناسی فعالیت می‌کند.
وی همچنین برنده جوایزی همچون جایزه نوبل فیزیولوژی و پزشکی و جایزه روبرت کخ شده‌است.